# Ángeles Torrejón
Ángeles Torrejón (Ciudad de México, 1963-) es una fotoperiodista mexicana. Es reconocida por su trabajo fotografiando a las mujeres zapatistas en la Selva Lacandona de México. Ha participado en más de 60 exposiciones colectivas tanto en Europa como en América Latina. Sus fotografías han sido publicadas en los libros Fotografía de prensa en México: 40 reporteros gráfico  y La mirada inquieta. Nuevo fotoperiodismo mexicano 1976-1996.

## Biografía
Estudió comunicación en la Universidad Autónoma Metropolitana campus Xochimilco con la primera intención de dedicarse al cine, como guionista o directora.
Trabajó primero en la edición del periódico Tiempo de Niños  en el que conoció al equipo de fotógrafos de la agencia "Imagen Latina" conformado por Pedro Valtierra, Andrés Garay, Marco Antonio Cruz entre otros. Cuando terminó la universidad, ingresó a la agencia en la parte administrativa.
"Con una cámara que le regaló su madre más un montón de rollos que le daban en la agencia, Ángeles dejó el escritorio y las cuentas para empezar a retratar personajes públicos y anónimos en la Cámara de Diputados, en marchas políticas y en las banquetas". Después de este iniciación en la fotografía comenzó a trabajar para La Jornada y Proceso.
Más tarde, Torrejón volvió a la agencia de Imagen Latina y buscando nuevas formas como el ensayo y el reportaje. Empezó en Pahuatlán, en la sierra norte de Puebla con enfoque de investigación. "De manera natural, en marchas y sesiones camarales le atraían las mujeres, iba a las fábricas de costureras y retrataba a las fumadoras compulsivas".
Después de esta experiencia continuó con el retrato de Chiapas, presentó una propuesta a su agencia, "agarró una camioneta prestada y se adentró en la Lacandona". El subcomandante Marcos aceptó su propuesta de retratar la vida cotidiana de las mujeres zapatistas tanto militares como simpatizantes y se quedó primero un mes y después varias veces por año entre 1994 y 2000.
Su escuela, derivada de la de Nacho López y Mariana Yampolsky, le hizo familiarizarse primero con las comunidades sin retratarlas y no fue hasta que compartió varias actividades de la vida cotidiana que empezó con los retratos. Luego creaba exposiciones en el lugar extendiendo un mecate y colgando sus imágenes con pinzas de ropa. "Algunas gustaban porque las zapatistas se veían a sí mismas 'bonitas' pero a otras no les agradaba salir lavando ropa".  Lo que más impresionó a la fotógrafa fue la decisión con la que estas comunidades abandonaron sus lugares de origen para internarse en la selva desconocida. Imágenes de la realidad fue el libro que con 39 fotografías en tamaño postal reúne esta experiencia de vida.

## Premios y distinciones[1]
- Premio de Adquisición Mujeres Vistas por Mujeres en 1990, otorgado por la Comunidad Europea
- Mención honorífica del Premio Nacional de Periodismo Cultural Fernando Benítez en 1997
- Primer lugar del Concurso de Fotografía Antropológica en 1996.